# Chapultepec (Estado de México)
Chapultepec es una localidad del Estado de México, cabecera del Municipio de Chapultepec. En el censo de 2020 tenía una población de 7120 habitantes.

## Historia
La población fue fundada por el pueblo matlatzinca en una fecha indeterminada, posteriormente fue conquistada por el imperio mexica bajo el mando del tlatoani Axayácatl. En 1521 el español Gonzalo de Sandoval conquistó la población. En 1560 fue evangelizado por la Orden Franciscana de Metepec. En 1851 se establece el Municipio de Chapultepec, con cabecera en la localidad homónima.